# Warren Sapp

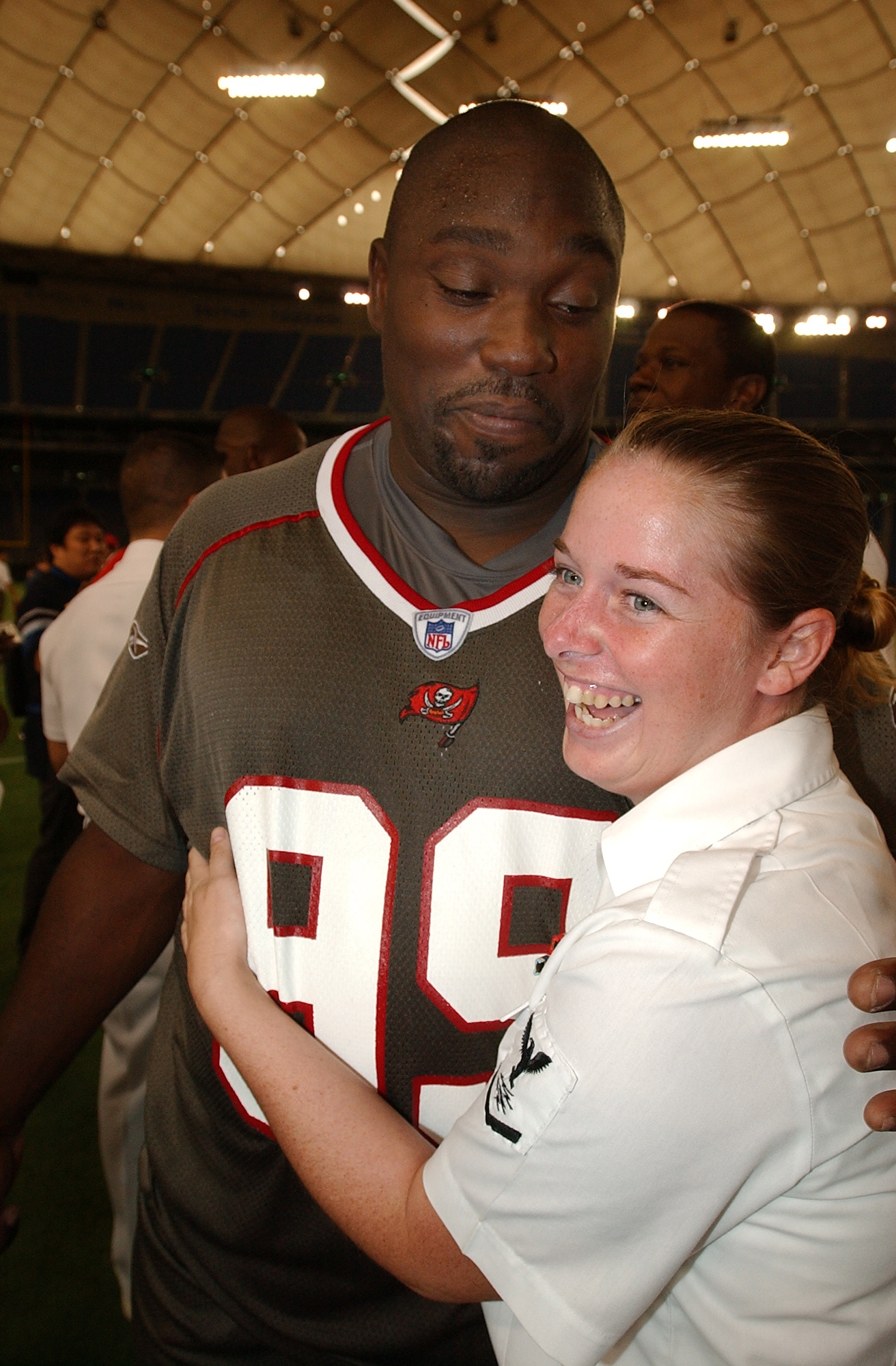
Warren Sapp

Warren Carlos Sapp, född 19 december 1972 i Orlando, Florida, tog examen vid University of Miami och är en före detta amerikansk fotbollsspelare (Defensive tackle). Warren draftades av Tampa Bay Buccaneers som 12:e val i första rundan 1995 års draft.
Han spelade för Tampa Bay Buccaneers under 1995-2003 och vann Super Bowl XXXVII (37) tillsammans med dem. Under åren i Buccaneers blev han även framröstad till att vara med i Pro Bowl 7 år i rad, 1997-2003. Pro Bowl är NFL:s all-star-match.
Warren slutförde sitt kontrakt med Buccaneers efter säsongen 2003 och skrev därefter på med Oakland Raiders och spelade där från 2004-2007.
Warren blev inröstad i Pro Football Hall of Fame den andra februari 2013, och Buccaneers kommer att pensionera hans tröjnummer, #99.